# أولاد عابدين
قرية أولاد عابدين هي إحدى القرى التابعة لمركز فاقوس في محافظة الشرقية في جمهورية مصر العربية. حسب إحصاءات سنة 2006، بلغ إجمالي السكان في أولاد عابدين 2520 نسمة، منهم 1224 رجل و1296 امرأة.